# شرق الخليج (منطقة خليج سان فرانسيسكو)
شرق الخليج هي منطقة من منطقة خليج سان فرانسيسكو، كاليفورنيا، الولايات المتحدة، وتضم كل من المقاطعات ألاميدا وكونترا كوستا. تقع على السواحل الشرقية للخليج سان فرانسيسكو وخليج سان بابلو. مدن الشرق والخليج الرئيسي وتشمل : اوكلاند، بيركلي، وريتشموند وأنطاكيا، كونكورد، والنوت كريك، هايوارد، فريمونت، وسان رامون، ليفرمور، وبليسانتون.

## أعلام
- أندرو شامبيون